# Pays de France
Pour les articles homonymes, voir France (homonymie), Plaine de France, Parisis et Régions naturelles de France.

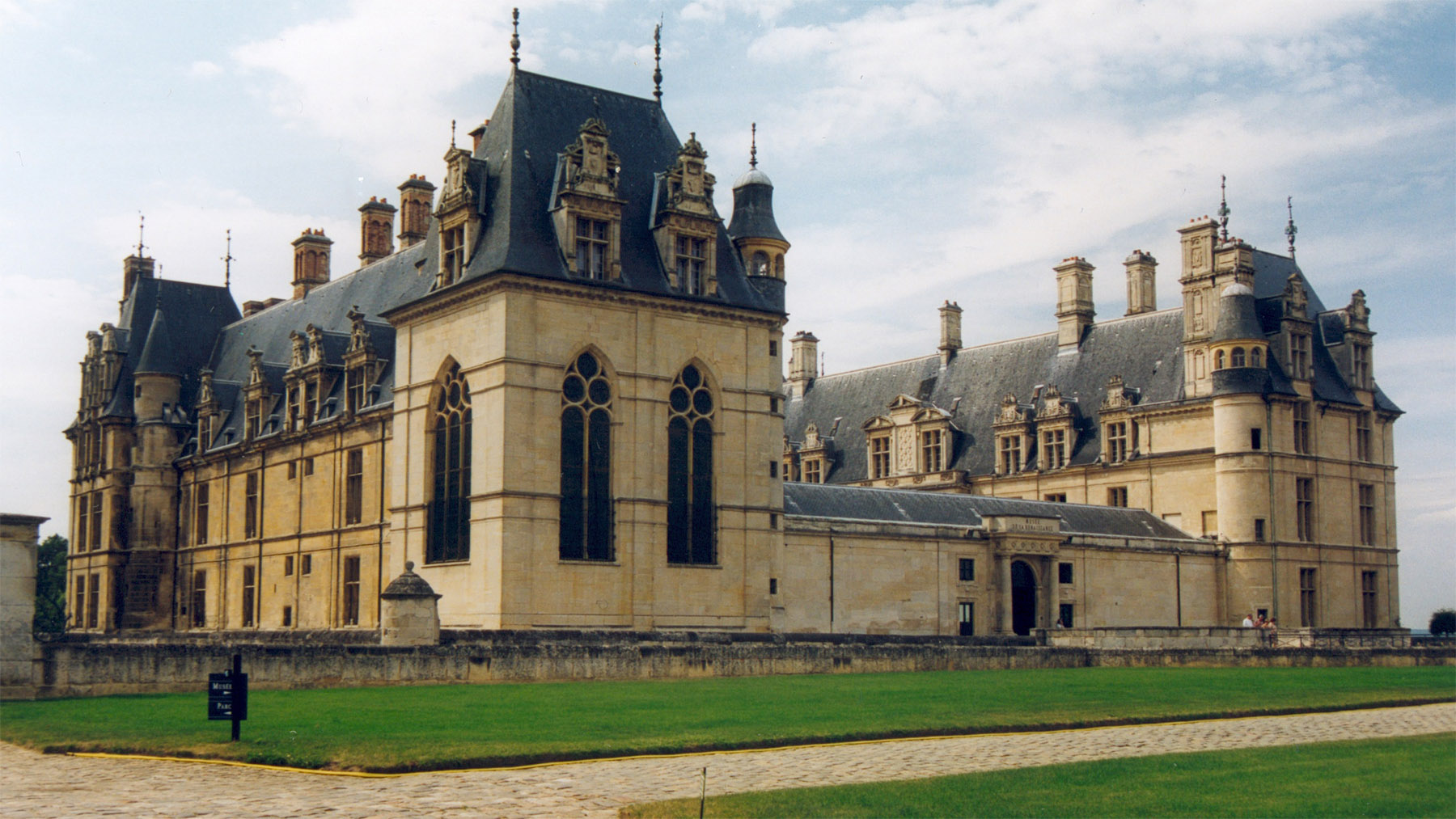
Le château d'Écouen.

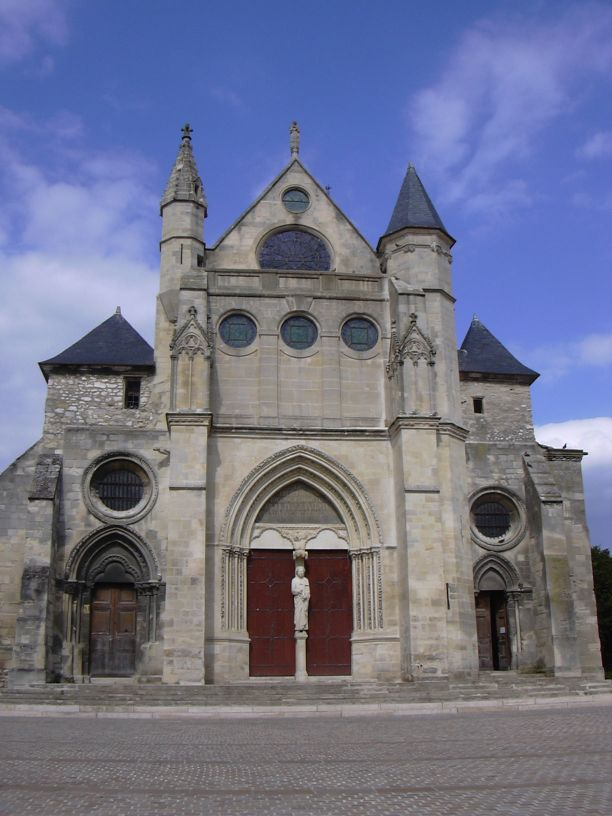
L'église Saint-Pierre-Saint-Paul de Gonesse.

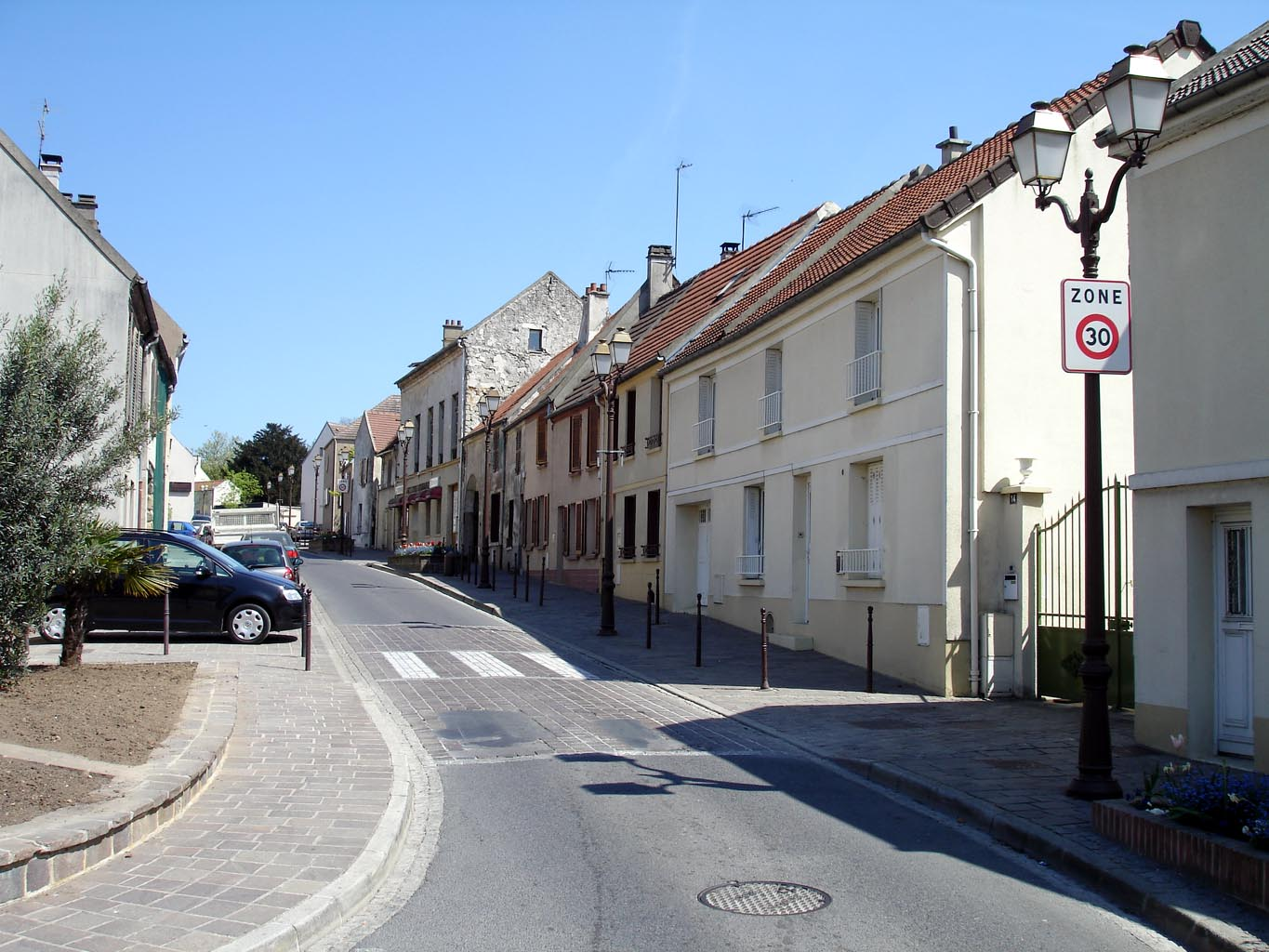
Rue principale de Roissy-en-France.

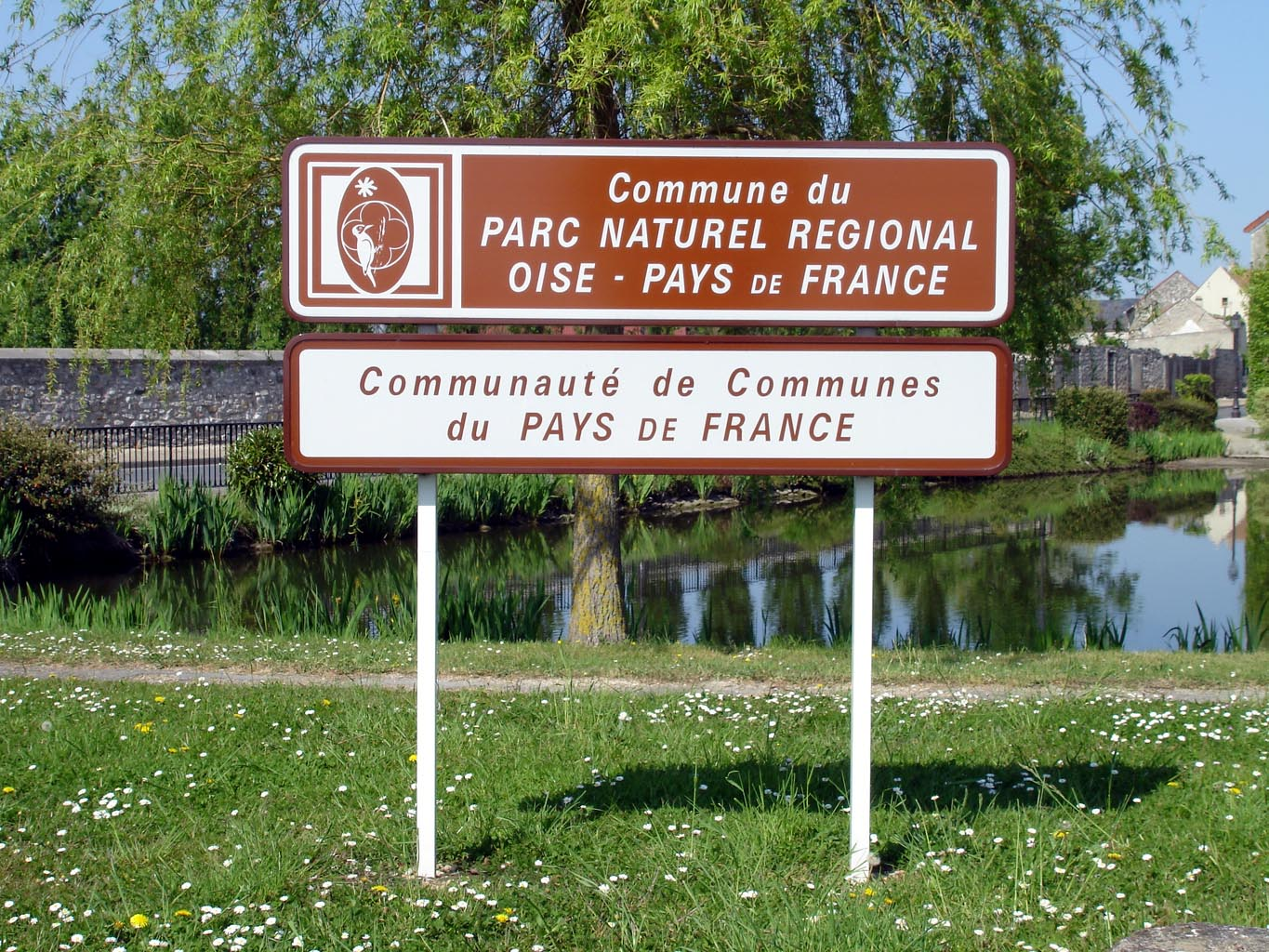
Panneau du parc naturel régional Oise-Pays de France à Villiers-le-Sec.

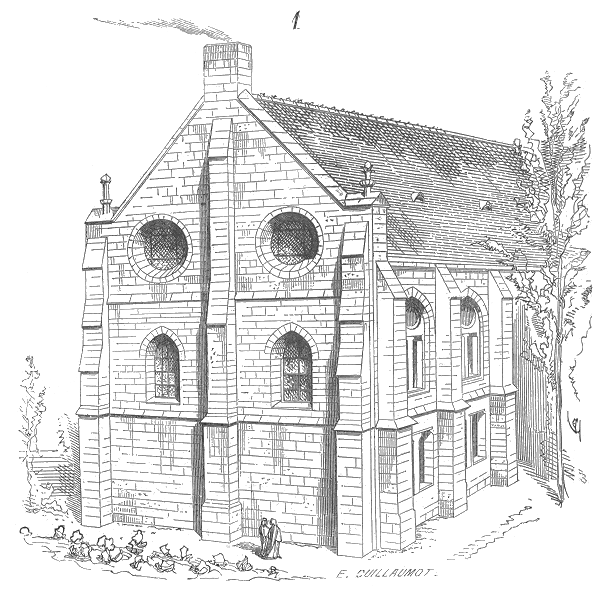
L'abbaye de Chelles.

Le pays de France, plaine de France ou Parisis, est une région naturelle située dans la région administrative Île-de-France au nord de Paris. C'est essentiellement une plaine limoneuse consacrée à la grande culture céréalière, dont la partie méridionale est englobée dans la banlieue nord de Paris et est fortement urbanisée. On y trouve également l'aéroport Roissy-Charles-de-Gaulle.
Sur le plan administratif, elle correspond approximativement à l'est du département du Val-d'Oise, à une partie de la Seine-Saint-Denis et à la frange nord-ouest de la Seine-et-Marne.

## Géographie

### Localisation
Le pays de France (ou plaine de France) est délimité au sud-ouest par la Seine, à l'ouest par les forêts de Montmorency et de Carnelle, à l'est par la Marne et les buttes de Dammartin et de la Goële, et au nord par la forêt de Chantilly et la butte de Montmélian.
Il est limitrophe du Vexin français à l'ouest, de la Brie à l'est, de la Goële et du Multien au nord-est, du Valois et du pays de Thelle au nord. Au sud, se trouvent le Mantois, le Hurepoix et l'Aulnoye. De nos jours, l'urbanisation a délimité une nouvelle forme de région naturelle, l'agglomération parisienne qui s'étend sur plusieurs de ces pays traditionnels.

### Géographie physique
Deux accidents tectoniques influencent fortement la structure générale des couches géologiques : le synclinal de la Seine avec la fosse de Saint-Denis, à l'ouest, l'anticlinal de Louvres, à l'est.
Les buttes-témoins, telles que la butte Pinson (Montmagny, Pierrefitte, Villetaneuse) ou la butte d'Écouen (Villiers-le-Bel et Écouen), comportent d'importantes masses de gypse, dont l'exploitation par des mines (à ciel ouvert ou souterraines) a été abandonnée dans la première moitié du XXe siècle, mais qui génèrent des désordres de sol éventuellement importants qui amènent à prévoir l'élaboration de plusieurs plans de prévention des risques (PPR).
Une dépression très large (2 à 3 km) située entre Dugny et la Seine est sillonnée par le Croult, la Vieille Mer et le Rouillon.
La nappe phréatique supérieure (nappe de l'Éocène supérieur) comporte deux sous-niveaux aquifères, dont l'épaisseur peut atteindre 90 m. Elle correspond à une nappe générale soutenue par le réseau hydrographique de la Seine et de la Marne et les nappes plus profondes. Très influencée par la pluviométrie, elle subit des variations de profondeurs importantes, mais, globalement, elle est située à proximité du sol et nécessite des travaux particuliers pour étancher caves et sous-sols.
Jusqu'en 1975, la nappe a été fortement exploitée pour des usages industriels à Sevran ou à La Plaine Saint-Denis mais également pour le maraîchage. Alors que la sous-aquifère bartonienne, trop minéralisée, est impropre à la consommation humaine, la sous-aquifère lutétienne a été exploitée ponctuellement dans le Val-d'Oise.
Afin de limiter la remontée régulière de la nappe phréatique, on envisage de favoriser de nouveaux captages à usages urbains. C'est ce que préconise, par exemple, le programme communautaire de l'environnement de Plaine Commune.
Le pays de France est une région de plaine traditionnellement vouée à une agriculture prospère (grande culture de céréales et de betteraves sucrières) grâce à la qualité de ses sols limoneux. Les cultures maraîchères autrefois très développées au nord de Paris ont été progressivement refoulées par l'extension des ensembles immobiliers, des zones industrielles et des entrepôts.
Il est traversé par de grands axes de communication orientés nord-sud : route nationale 1, autoroute A1, LGV Nord, et accueille les aéroports de Roissy-Charles-de-Gaulle et du Bourget. On y trouve également le triage du Bourget et la première gare routière de France, Garonor.

### Géographie humaine
La plaine de France est l'un des territoires les plus fragiles de l'Île-de-France. En effet, il a été lourdement frappé par la désindustrialisation de la région, alors que ce territoire (et notamment sa pointe sud) s'était spécialisé dans l'industrie lourde, et accueillait logiquement les populations ouvrières de ces industries dans les grands ensembles qui la ponctuent. Un nombre significatif d'entre eux font l'objet de projets de rénovation urbaine, conventionnés ou en cours de négociation avec l'ANRU. Le secteur compte 32 zones urbaines sensibles, zones de revitalisation urbaines ou zones franches urbaines.
Les classes moyennes ont eu tendance à quitter la Plaine de France au cours des années 1980 et 1990, et, alors que le revenu moyen des Parisiens ou des habitants des Hauts-de-Seine a augmenté de 23 % entre 1984 et 1998, celui des habitants de La Courneuve, d'Aubervilliers ou de Sarcelles a chuté de 15 %.
La plaine de France est un territoire en profond renouvellement. Renouvellement des habitants, puisque, chaque année, 91 000 habitants quittent le secteur, alors qu'un nombre équivalent vient y demeurer. Renouvellement urbain, par le nombre de projets menés par les communes et leurs groupements (Plaine Commune ou les autres communautés de communes ou d'agglomération du secteur), avec l'assistance, souvent, de l'établissement public d'aménagement de la Plaine de France. Renouvellement économique, enfin, en raison du dynamisme économique de pôles tels que La Plaine Saint-Denis ou le pôle aéroportuaire de Roissy, qui emploie plus de 85 000 salariés et crée des emplois, notamment dans les secteurs de la logistique.
Ce renouvellement sera favorisé par la remise à niveau programmée des infrastructures de transport en commun, tels que le RER B et le RER D, ou la création de nouvelles infrastructures, telles que le T5, le T8, le T11 et éventuellement CDG Express (qui reliera l'aéroport Charles-de-Gaulle à Paris sans arrêt intermédiaire permettant de desservir le territoire).

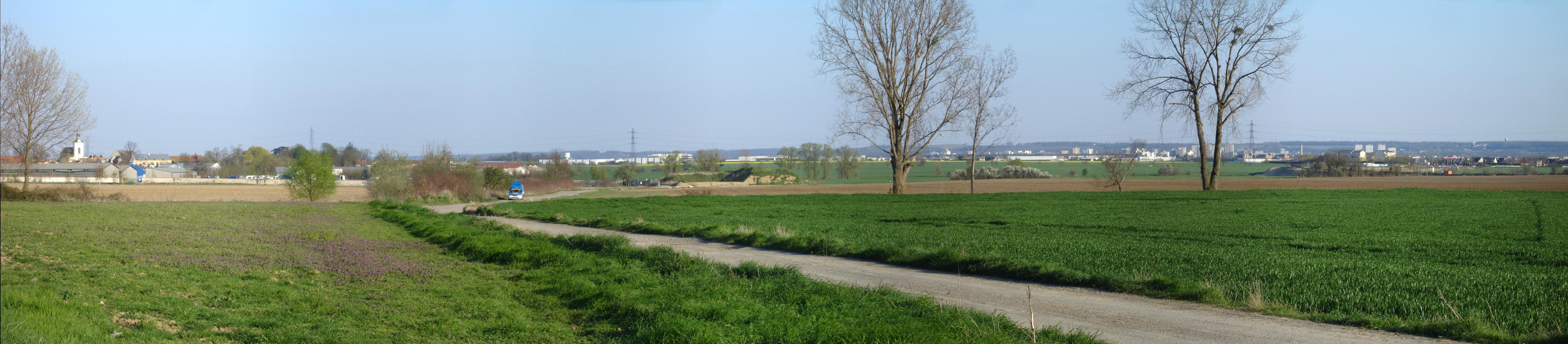
Tremblay-en-France illustre le contraste présenté par la plaine de France, juxtaposition de vieux villages ruraux entourés de grandes cultures céréalières, les activités économiques entourant la plateforme aéroportuaire de Roissy et les grands ensembles du Nord-Est parisien.

## Toponymie
Le mot France apparaît avec les premiers Mérovingiens, au Ve siècle. Il désigne au VIe siècle l'ensemble des territoires qui leur sont soumis, entre le Rhin et la Loire. Au temps des Carolingiens, cet espace se réduit et ne désigne plus qu'un territoire situé entre l'Austrasie et la Neustrie. Au cours des Xe et XIe siècles, ce territoire se réduit encore pour ne désigner plus que le Nord-Est de Paris. Il a sans doute existé une subdivision du diocèse de Paris correspondant à ce territoire, l'archidiaconé de France.
La désignation « de France » apparaît pour la première fois dans un texte de 1126 pour désigner l'abbaye de Saint-Denis (Monasterii beati dyonisii de Francia). Cette abbaye pourrait être à l'origine de l'extension du qualificatif à tout le pays puisque ses biens et terres couvraient une bonne partie de la région. À la fin du Moyen Âge, la quasi-totalité des localités du pays est qualifiée comme étant « en France » ou « de France ». À partir de la Renaissance, le pays est englobé dans une entité plus large appelée « Île-de-France », qui recouvre à peu près la région actuelle, mais le territoire au nord-est de Paris continue à être désigné par le nom de « France ». La désignation est encore utilisée dans de nombreux documents de l'Ancien Régime, 82 villages ou hameaux étant à l'époque désignés comme « en France ».
La dénomination semble tomber en désuétude au cours de la Révolution française. Aujourd'hui, huit communes conservent le toponyme : Baillet-en-France, Belloy-en-France, Bonneuil-en-France, Châtenay-en-France, Mareil-en-France, Puiseux-en-France, Roissy-en-France et (depuis août 1989) Tremblay-en-France, qui s'appelait auparavant Tremblay-lès-Gonesse.

## Histoire

La province de l’Île-de-France sous l’Ancien Régime et ses pays.

Le pays de France a connu une occupation par les chasseurs-cueilleurs dès le paléolithique inférieur, comme l'attestent quelques traces, essentiellement des bifaces et racloirs de culture acheuléenne et levalloisienne retrouvés sur le territoire des communes de Gonesse, Villiers-le-Bel, Fontenay-en-Parisis, Puiseux-en-France et Louvres. Les cultures néolithiques ont occupé la plaine comme l'attestent diverses découvertes, haches polies ou taillées ainsi que quelques perçoirs ou grattoirs retrouvés sur le territoire dans les années 1950. Plus de vingt exploitations agricoles et trois petites agglomérations ainsi que trois places fortifiées et un cimetière antiques ont été mis au jour dans l'ensemble du pays de France.
L'histoire du lieu durant les grandes invasions et les époques mérovingiennes et carolingienne reste peu connue faute d'écrits ; seuls quelques noms de localités sont cités : Luzarches, Écouen, Ézanville, Louvres et Mareil-en-France. Les archéologues ont par ailleurs mis au jour quatre nécropoles sur les territoires de Luzarches, Mareil-en-France, Sarcelles et Thimécourt. Il faut attendre le XIIe siècle pour voir apparaître le réseau actuel de villages du pays de France.
La plaine de France fait partie du premier domaine royal capétien dès le XIIe siècle. Sa situation à proximité immédiate de la capitale l'a placée très tôt en situation de dépendance économique vis-à-vis de Paris. Sous l'Ancien Régime, grâce à la fertilité de ses sols, recouverts d'une épaisse couche de limons, elle approvisionne la capitale en denrées alimentaires (céréales, pains de Gonesse…). C'est aussi, pour ces raisons, une terre convoitée, et les fiefs sont érigés dès le XIIe siècle. Les grandes abbayes de Paris et de sa région possèdent un très grand nombre de terres agricoles. Outre l'abbaye de Saint-Denis au début du Moyen Âge, l'abbaye de Chaalis fait installer trois granges céréalières de très grande taille dans le courant du XIIe siècle qu'elle exploite en direct à l'aide de ses moines convers. Stains à Villeneuve-sous-Dammartin, Choisy-aux-Bœufs à Vémars et Vaulerent à Villeron dépassent toutes les 200 ha dès cette époque et font l'objet d'une exploitation intensive et moderne.
Dès le Xe siècle et jusqu'au XVIIe siècle, c'est la puissante maison de Montmorency qui règne sur la plus grande partie de la plaine de France. Les ducs de Montmorency successifs feront construire de nombreux châteaux et places fortes, tels que le château d'Écouen qui date du XVIe siècle. C'est à la Renaissance que ce territoire prend tout son essor : les églises sont rénovées et agrandies, les demeures seigneuriales magnifiées… Tout contribuait à symboliser la puissance de ce territoire.
Au XIXe siècle, la création des lignes de chemin de fer induit une première urbanisation à proximité des nouvelles gares, jusqu'à Fosses, Survilliers au nord et Mitry-Mory à l'est. Les premiers lotissements, souvent liés aux fonctions de villégiature des Parisiens aisés, s'y développent et créent de nouvelles urbanisations, hors des bourgs agricoles anciens. Au XXe siècle, elle est devenue un exutoire de la croissance rapide de l'agglomération parisienne, voyant le sud du pays s'industrialiser et s'urbaniser massivement par l'apparition de lotissements populaires le long de la voie ferrée Paris-Lille (Villiers-le-Bel, Goussainville…).
Ainsi, dès l'entre-deux-guerres, se développent lotissements et cités jardins qui prolongent la faible urbanisation préexistante.
Les lotissements de Villiers-le-Bel, Arnouville-lès-Gonesse, Gonesse, Goussainville, Aulnay-sous-Bois, Stains, s'élèvent à raison de cinquante à cent pavillons par an, générant petit à petit les paysages résidentiels de banlieue que nous connaissons encore aujourd'hui.
Après la Seconde Guerre mondiale, l'édification rapide de grands ensembles construits à la hâte sur des terrains disponibles et peu chers (Saint-Denis, Sarcelles, Garges-lès-Gonesse, Aulnay-sous-Bois, Sevran, Tremblay-lès-Gonesse (renommée depuis Tremblay-en-France), etc.) répond à l'importante crise du logement que la France connaît alors, liée à l'exode rural, aux destructions de la guerre, mais également à la nécessité de reloger les rapatriés d'Algérie (à Sarcelles notamment) ou d'éradiquer les bidonvilles. Les ZUP créées par l'État sont l'un des outils qui permettent la réalisation de ces milliers de logements, qui étaient alors indispensables, mais ont fortement contribué à paupériser le sud du territoire en y concentrant les populations les plus pauvres, et en y créant de véritables ghettos ethniques et sociaux.
Le pays de France assume également des fonctions importantes pour le fonctionnement de la métropole parisienne, notamment en ce qui concerne les fonctions logistiques : 3 500 hectares sont par exemple occupés par les installations de l'aéroport Roissy-Charles-de-Gaulle depuis le début des années 1970.
La moitié nord du pays conserve toutefois son caractère rural, préservé par son intégration partielle dans le parc naturel régional Oise-Pays de France.

## Tourisme
Le pays de France, en raison de son faible relief et de sa vocation agricole de grande culture céréalière, n'est pas particulièrement une région de tourisme. Néanmoins beaucoup d'églises intéressantes, d'époque Renaissance en particulier, pourront y attirer les amateurs d'art, en particulier à Écouen (l'église Saint-Acceul connue notamment pour ses vitraux), Villiers-le-Bel, Gonesse, Luzarches ou encore Belloy-en-France ainsi que le pittoresque village perché de Châtenay-en-France qui embrasse l'ensemble de la région.
Le château d'Écouen, édifié pour le connétable Anne de Montmorency et devenu en 1977 musée national de la Renaissance, vaut le voyage.
Quinze communes rurales du Val-d'Oise ont intégré à sa fondation en 2004 le parc naturel régional Oise-Pays de France qui couvre la partie nord rurale du pays.
Dans le cadre du « Grand Paris des écrivains », initié par le Pavillon de l'Arsenal et Libération, le romancier Aurélien Bellanger livre un portrait élogieux du pays de France, « l’un des plus beaux et des plus méconnus des paysages modernes » : « Le Pays de France, rival malheureux en mystère du Valois de Nerval, paysage à la réalité vague et territoire plein de portes invisibles, apparaît là comme l’une des plus jolies dépendances de Paris — la terre d’épandage privilégiée de sa grandeur intacte. C’est le dernier des jardins qu’on ait planté en France. Un parc immense où tout est pensé — aéroports, parcs d’attractions, véloroutes et entrepôts divers — pour l’agrément des hommes. ». 

## Pour approfondir